# Côte sud
La Côte sud (ou simplement la Côte) est le nom donné, en Haïti, à la bande côtière s’étendant le long de la mer des Caraïbes, à l'extrémité Sud-Ouest de la péninsule de Tiburon, de la pointe Abacou jusqu’à la ville de Tiburon dans le département du Sud. 